# Lac Charest
Pour l’article homonyme, voir Charest.
Le lac Charest (Mékinac) est situé dans le secteur Montauban-les-Mines, dans la municipalité de Notre-Dame-de-Montauban, dans la Municipalité régionale de comté (MRC) de Mékinac, à l'extrême Est de la région administrative de la Mauricie, au Québec, Canada.

## Géographie
Le lac Charest est situé un peu à l'Est du village minier. Il est situé tout près de la limite de Saint-Ubalde.
Ce lac s'avère la tête de la rivière Charest qui, à priori, coule vers le sud-ouest sur 1,5 km dans le territoire de Notre-Dame-de-Montauban, jusqu'à la limite de Saint-Ubalde. 
Dans Saint-Ubalde, la rivière traverse les rangs St-Paul, St-Achile et Sainte-Anne, en s'éloignant progressivement des limites du territoire du Lac-aux-Sables. Dans son parcours dans Saint-Ubalde, cette rivière récupère notamment les eaux des lacs Sainte-Anne et « à la Perchaude ». Puis la rivière coule vers le sud-est (presque en parallèle à la rivière Batiscan) et traverse 16 lots dans le premier rang Price dans la section Est de Saint-Adelphe, où son parcours devient alors très serpentin, jusqu'à son embouchure.
Le lac Charest est situé à 0,42 km à l'est du lac de la Mine, qui est au cœur du village de Montauban-les-Mines. La forme du lac Charest ressemble à une poire qui soulève son chapeau, et dont le sommet orienté vers le nord. Le lac Charest a une longueur de 0,56 km et une largeur maximale de 0,27 km. Les rues « Des Écureuils », « du camping » et « Saint-Paul » ceinturent le lac Charest.

## Toponymie
Le toponyme « Lac Charest » a été inscrit officiellement le 4 décembre 1982 à la Banque des noms de lieux de la Commission de toponymie du Québec. Le toponyme « rivière Charest » tire son nom du lac de tête de même nom. Autrefois, le lac Charest était désigné le « lac Narcisse ». Ce toponyme figure sur les vieilles cartes du territoire.